# António Aires Rodrigues
António Jorge Oliveira Aires Rodrigues (Alfarelos, 21 de agosto de 1945) é um militante operário e político português. 
Durante o Maio de 1968, vivia exilado em Paris, onde era operário da fábrica da Renault, tendo participado do levante e da ocupação da Casa de Portugal junto com Fernando Pereira Marques e Vasco de Castro.
Militante do Partido Socialista em 1974, foi deputado à Assembleia Constituinte eleito por Leiria
Em 1977, em ruptura com a Comissão Política de Mário Soares, foi expulso do PS, passando à condição de deputado independente. Participou da fundação do Partido Operário de Unidade Socialista (POUS), de inspiração trotskista lambertista, junto com Carmelinda Pereira, Joaquim Pagarete, Carlos Araújo Melo e outros militantes socialistas.
Em 1980 foi candidato à Presidência da República pelo POUS, obtendo 12.745 votos